# 垂水市議会
垂水市議会（たるみずしぎかい）は、鹿児島県垂水市に設置されている地方議会である。

## 概要
- 定数：14人
- 任期：2023年4月30日 - 2027年4月29日[1]
- 選挙区：市全体を1選挙区とする大選挙区制（単記非移譲式）
- 議長：堀内貴志（無所属）
- 副議長：北方貞明（無所属）

## 議員報酬等
| 役職   | 報酬            | 政務活動費 |
| ------ | --------------- | ---------- |
| 議長   | 月額 36万6000円 | 無し       |
| 副議長 | 月額 28万3000円 | 無し       |
| 議員   | 月額 26万1000円 | 無し       |

- 別途、年2回期末手当あり
- 議員年金は2011年（平成23年）6月1日で廃止されている

## 2019年垂水市議会議員選挙
統一地方選挙の一環として行われる2019年4月の垂水市議会議員選挙は、告示の数ヶ月前から全国紙で報道されるなど注目を集めていた。
同年2月初旬、垂水市市民館の一室で、市議選に立候補予定の池田みすずと高橋理枝子は市民や近隣自治体の女性議員ら約30人に「私たちが挑戦することで、後に女性が続いてくれたら」と訴えた。垂水市では1958年の市制施行から60年以上女性市議がいなかった。全国792市のうち市制施行以来の「女性議員ゼロ」は垂水市だけであった。この日の集会は、平神純子・南さつま市議が代表をつとめる団体「鹿児島県内の女性議員を100人にする会」によって開催された。
4月21日に行われた市議選では、元税理士事務所事務員の池田みすずが3位当選、高橋理枝子は次点で落選した。垂水市初の女性市議が誕生し、かつ日本において女性市議をもたなかった市はゼロとなった。
4月22日、自民党の川越信男市議が告示前に行ったコメントが民放番組で放送された。「女性市議が誕生したら」という趣旨の質問に対し、川越は「やりにくい。下手な言葉を言えば、セクハラ・パワハラと言われる恐れもある」「期待はないね」と答えた。この発言に批判が相次いだことから、4月23日、新聞が取材すると川越は「ちょこっと言ったことが大きくなっている。悪かったのであればおわびをします」と弁明した。
第25回参議院議員通常選挙を間近に控えた7月11日、次点で落選した高橋理枝子と前述の平神純子南さつま市議、社会学者の上野千鶴子の鼎談をまとめた記事（動画付）が朝日新聞に掲載された。3者の間で女性の政治参加についての議論が交わされた。

### 選挙結果
2019年4月21日執行　当日有権者数：12,745人　最終投票率：74.21%　定数：14人　立候補者数：17人
| 順位 | 当落 | 候補者名   | 年齢 | 所属党派 | 新旧別 | 得票数  |
| ---- | ---- | ---------- | ---- | -------- | ------ | ------- |
| 1    | 当   | 北方貞明   | 75   | 無所属   | 現     | 725     |
| 2    | 当   | 篠原静則   | 71   | 無所属   | 現     | 710     |
| 3    | 当   | 池田みすず | 45   | 無所属   | 新     | 696     |
| 4    | 当   | 堀内貴志   | 58   | 無所属   | 現     | 681.014 |
| 5    | 当   | 持留良一   | 65   | 共産党   | 現     | 678     |
| 6    | 当   | 前田隆     | 66   | 無所属   | 新     | 661.985 |
| 7    | 当   | 池山節夫   | 69   | 無所属   | 現     | 616     |
| 8    | 当   | 川畑三郎   | 72   | 無所属   | 現     | 586     |
| 9    | 当   | 新原勇     | 58   | 無所属   | 新     | 585     |
| 10   | 当   | 感王寺耕造 | 59   | 無所属   | 現     | 577     |
| 11   | 当   | 梅木勇     | 70   | 無所属   | 現     | 575     |
| 12   | 当   | 徳留邦治   | 67   | 無所属   | 元     | 524     |
| 13   | 当   | 森武一     | 37   | 無所属   | 新     | 477     |
| 14   | 当   | 川越信男   | 65   | 自民党   | 現     | 379     |
| 15   | 落   | 高橋理枝子 | 53   | 無所属   | 新     | 355     |
| 16   | 落   | 堀添国尚   | 76   | 無所属   | 現     | 331     |
| 17   | 落   | 脇義人     | 48   | 無所属   | 新     | 231     |